# Marco 12

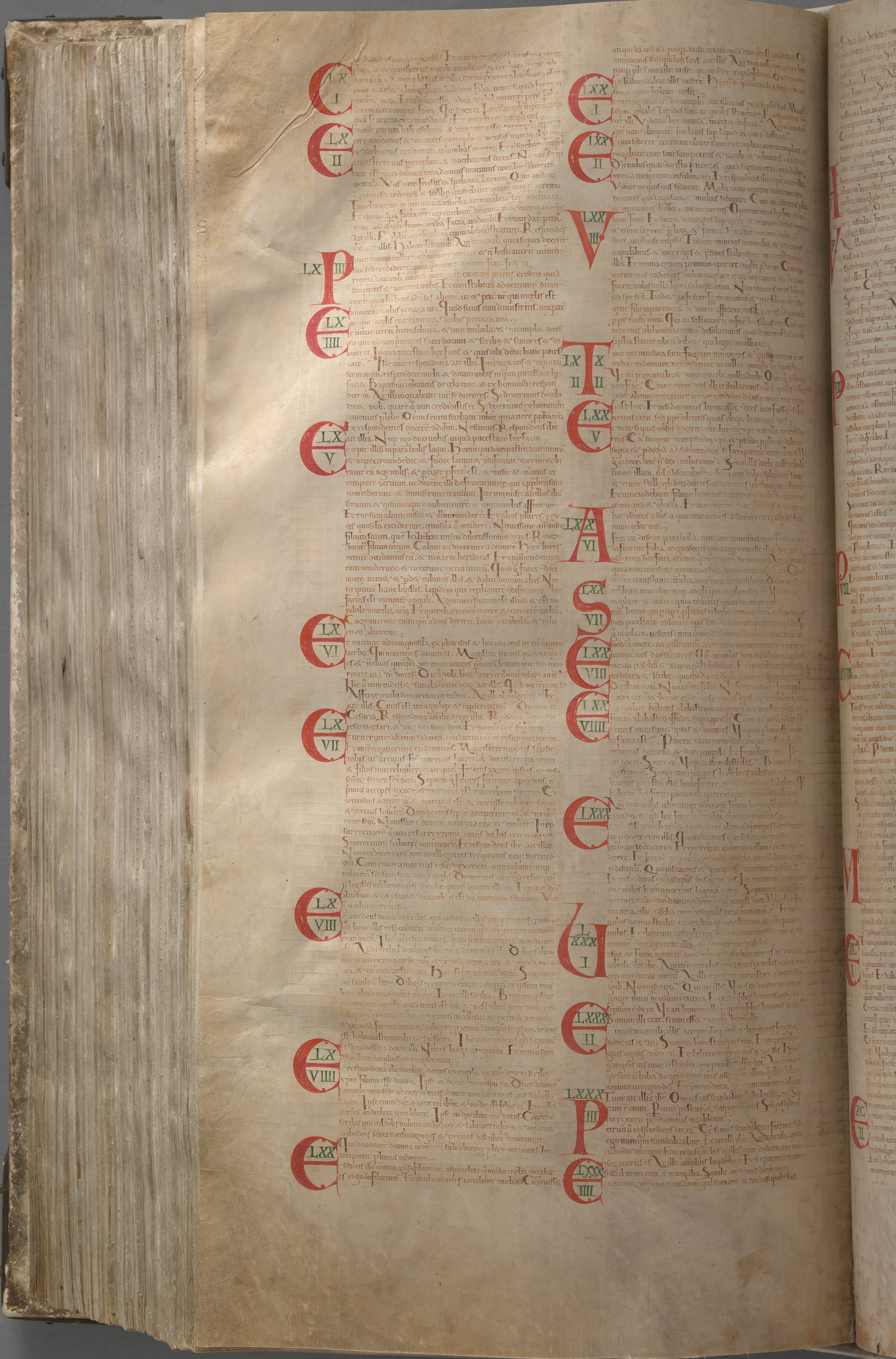
Marco 11,10–14,32 nel Codex Gigas (XIII secolo)

Marco 12 è il dodicesimo capitolo del vangelo secondo Marco nel Nuovo Testamento. Il capitolo continua la narrazione degli insegnamenti di Gesù a Gerusalemme durante la sua terza visita al tempio (tradizionalmente identificata con la settimana santa), con la Parabola dei vignaioli omicidi, la discussione di Gesù coi farisei e gli erodiani sul pagamento delle tasse a Cesare, ed il dibattito coi sadducei sulla natura delle persone che risorgeranno alla fine dei tempi. Il capitolo contiene anche il Grande Comandamento di Gesù, il suo discorso sulle relazioni tra il Messia e re Davide, la condanna degli insegnanti della legge, e la sua lode all'offerta della vedova.

## Testo
Il testo originale venne scritto in greco antico. Questo capitolo è diviso in 44 versetti.

### Testimonianze scritte
Tra le principali testimonianze documentali di questo capitolo vi sono:
- Codex Vaticanus (325-350)
- Codex Sinaiticus (330-360)
- Codex Bezae (~400)
- Codex Alexandrinus (400-440)
- Codex Ephraemi Rescriptus (~450)

## Parabola dei vignaioli omicidi
Gesù, dopo una discussione coi capi dei sacerdoti del Sinedrio sulla sua autorità (Marco 11), racconta loro diverse parabole che Marco raduna in una:
Un uomo piantò una vigna, vi pose attorno una siepe, scavò un torchio, costruì una torre, poi la diede in affitto a dei vignaioli e se ne andò lontano. A suo tempo inviò un servo a ritirare da quei vignaioli i frutti della vigna. Ma essi, afferratolo, lo bastonarono e lo rimandarono a mani vuote. Inviò loro di nuovo un altro servo: anche quello lo picchiarono sulla testa e lo coprirono di insulti. Ne inviò ancora un altro, e questo lo uccisero; e di molti altri, che egli ancora mandò, alcuni li bastonarono, altri li uccisero. Aveva ancora uno, il figlio prediletto: lo inviò loro per ultimo, dicendo: Avranno rispetto per mio figlio! Ma quei vignaioli dissero tra di loro: Questi è l'erede; su, uccidiamolo e l'eredità sarà nostra. E afferratolo, lo uccisero e lo gettarono fuori della vigna. Che cosa farà dunque il padrone della vigna? Verrà e sterminerà quei vignaioli e darà la vigna ad altri. Non avete forse letto questa Scrittura: La pietra che i costruttori hanno scartata è diventata testata d'angolo; dal Signore è stato fatto questo ed è mirabile agli occhi nostri»? (Marco 12,1-11)
La scrittura menzionata è quella del libro dei Salmi 118,22-23, il salmo processionale col quale anche la folla di Gerusalemme ha accolto Gesù mentre questi entrava in città: Benedetto colui che viene nel nome del Signore. la citazione della pietra è tratta dai Salmi della versione dei Septuaginta, una versione che Gesù e gli ebrei d'Israele conoscevano ma che probabilmente non erano soliti utilizzare con frequenza. Marco ad ogni modo, che fa altri riferimenti ai Septuaginta nei suoi scritti, sa che il suo pubblico conosce questo testo dal momento che esso parla perlopiù il greco antico. Per quanti credono nell'accuratezza storica del vangelo di Marco, queste predizioni servono a dimostrare la potenza della conoscenza di Gesù. Paolo fa riferimento a Gesù come alla "pietra" nella lettera ai Romani 9,33 ma collega questo riferimento al libro di Isaia 8,14 e 28,16. Gli Atti degli Apostoli 4,11 riporta Pietro che utilizza questo stesso salmo per descrivere Gesù. La prima lettera di Pietro fa riferimento sia a Isaia che a Salmi 2,6-8, anche se la maggior parte degli studiosi sono concordi nel ritenere che san Pietro non potesse avere questa conoscenza approfondita dei testi sacri da citarli in una sua lettera e di conseguenza la lettera potrebbe non essere stata scritta da lui personalmente.
Il vescovo anglicano Tom Wright mette a confronto questa parabola con la prima parabola di Gesù riportata nel vangelo di Marco, la parabola del seminatore (Marco 4,1-20), confrontando come entrambe le azioni si svolgano in ambiente campestre, sebbene con risultati diversi.
Marco riporta come i sacerdoti realizzarono come la morale della storia di Gesù fosse rivolta a loro ed erano desiderosi di arrestarlo ma non poterono farlo per la folla che lo circondava. L'evangelista ad ogni modo precisa qui che l'obbiettivo della critica di Gesù non sono necessariamente sacerdoti e insegnanti, ma piuttosto le autorità della Giudea in generale. La parabola può essere intesa come una metafora di tutta l'umanità. Le traduzioni moderne del testo riportano il termine "conduttori" del fondo, perché il proprietario è sottinteso essere Dio. Il vigneto è quindi Israele o in maniera più astratta la promessa fatta ad Abramo da Dio. Il "figlio" è Gesù. "Amato" è come Dio chiama Gesù anche in Marco 1 ed in Marco 9, durante il suo battesimo e nella trasfigurazione.
Isaia 5 utilizza un linguaggio simile riguardo al vigneto di Dio. I lavoratori coltivano la terra anche in assenza del padrone e questo era un fatto comune nell'Impero Romano dell'epoca, il che rendeva la storia ancora più comprensibile per il pubblico contemporaneo a Gesù. (Brown et al. 621) I vignaioli lavorano la terra per trarre grappoli d'uva da cui poi ricavare del vino, un simbolo comune dei beni dati dal Vangelo che provengono da Dio, non ultimo un richiamo alla simbologia dell'Ultima Cena.

## Pagamento della tasse a Cesare
I capi dei sacerdoti inviano alcuni farisei ed erodiani da Gesù per porgli una domanda che lo tragga in inganno: essi questionano con lui se sia lecito o meno pagare le tasse ai Romani. I due gruppi erano all'epoca antagonisti, ma qui vengono mostrati come collaboratori contro Gesù da Marco per mostrare la grande opposizione che vi era nei suoi confronti. Gli erodiani, sostenitori di Erode Antipa, erano qui con il sovrano a Gerusalemme per la Pasqua. Gesù chiede loro di mostrargli un denario, una moneta romana, e chiede quale immagine e iscrizione vi sia su di esso. La moneta riportava l'immagine di Cesare. Gesù rispose quindi "Date a Cesare quello che è di Cesare e a Dio quello che è di Dio" (Marco 12,17). Per evitare questo inganno, infatti, Gesù decide non appoggiare né gli erodiani né i farisei. Lo stesso episodio è narrato anche nei vangeli di Matteo e di Luca.
Dare a Dio ciò che è di Dio è un ammonimento a rispettare gli obblighi nei confronti di Dio come se fosse il sovrano di uno stato in cui si vive. (Brown et al. 622) Da alcuni questo passo è stato interpretato anche come la volontà di Gesù di ribadire che lo stato di Israele è controllato da Dio e non da Roma. Questo passaggio è stato utilizzato nella storia come argomento di discussione nel tema di separazione tra chiesa e stato.
Il vangelo di Tommaso, che pure riporta questo passaggio, al versetto 100 riporta infine "...e date a me ciò che è mio."
Alcuni scrittori hanno visto questo dialogo di Gesù come la sa volontà di resistere al pagamento delle tasse ai Romani, come nel caso degli studiosi Ned Netterville Darrell Anderson, e Timmothy Patton.

## La risurrezione e il matrimonio

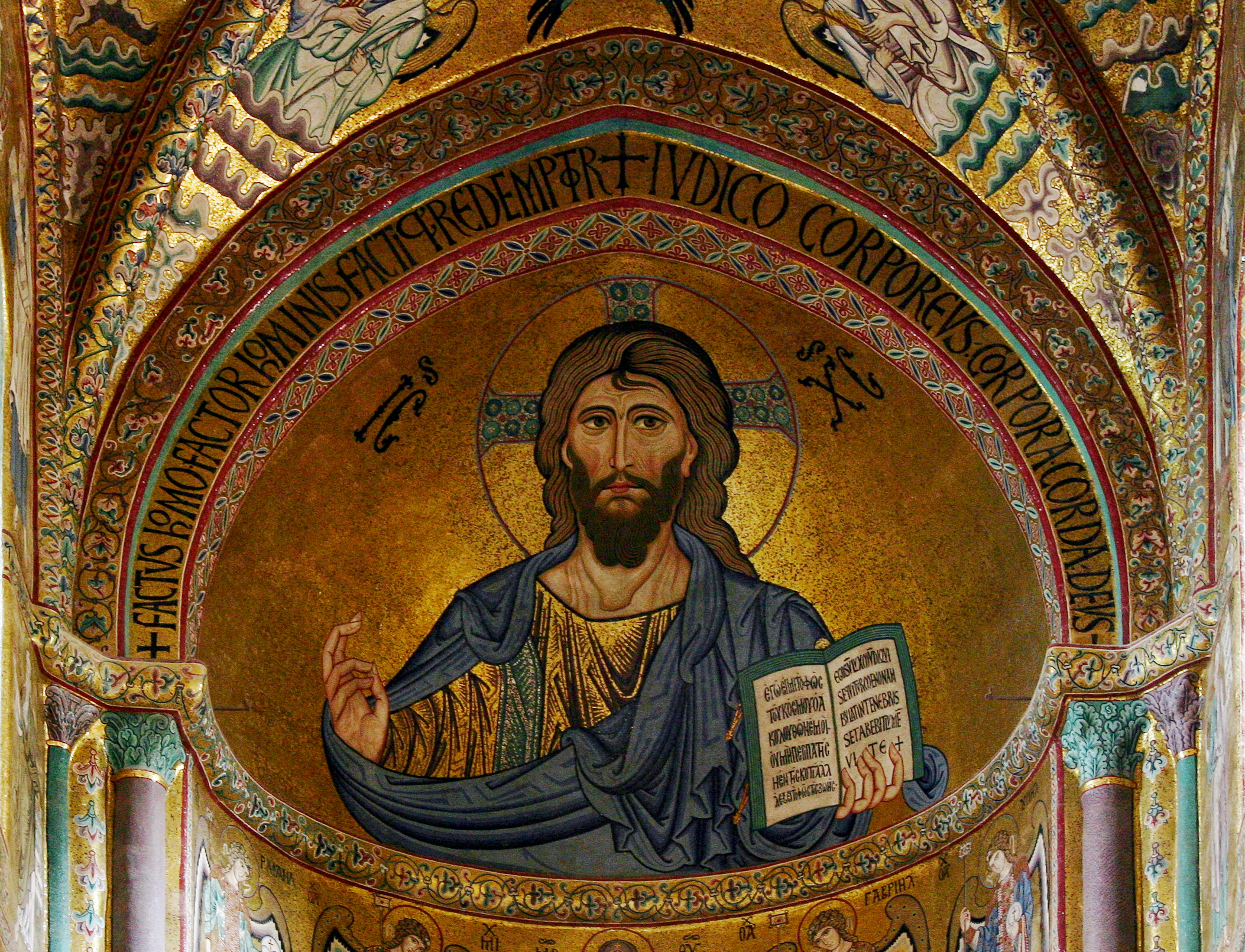
Christus Pantokrator, abside della cattedrale di Cefalù

Gli oppositori di Gesù cambiano subito dopo, divenendo i sadducei, i quali negano la risurrezione dai morti. I sadducei accettavano solo cinque libri della Torah in quanto li ritenevano gli unici ispirati da Dio. La legge leviratica ebraica o Yibbum (Deuteronomio 25,5) stabilisce che se un uomo muore e sua moglie non ha avuto figli, suo fratello la deve sposare. I sadducei fanno l'esempio di una donna che in questo modo si è sposata sette volte: [se vi fosse la risurrezione], ella sarebbe sposta con tutti e sette una volta risorti dai morti?
Gesù risponde loro che essi non comprendono "le scritture e la potenza di Dio", e dice che dopo la risurrezione nessuno sarà più sposato, "...saranno come angeli nei cieli. A riguardo poi dei morti che devono risorgere, non avete letto nel libro di Mosè, a proposito del roveto, come Dio gli parlò dicendo: Io sono il Dio di Abramo, il Dio di Isacco e di Giacobbe? Non è un Dio dei morti ma dei viventi! Voi siete in grande errore»" (Marco 12,25-27) La storia del roveto ardente si trova nel libro dell'Esodo 3, un testo che i sadducei dovevano conoscere bene.
Gesù difende la risurrezione contro le credenze dei sadducei con questo passo. Egli cita quanto detto da Dio a Mosè sul monte Sinai e fa riferimenti ai patriarchi per mostrare come Dio mostri come loro esistano anche dopo la loro morte fisica e per questo la dottrina della risurrezione sia presente sin dall'inizio nella Scrittura. Gesù conclude che i sadducei erano in "grande errore".
Nel vangelo di Marco, Gesù fa risorgere una ragazza morta (Marco 5,41-42, la figlia di Giairo) e predice la sua morte e risurrezione in Marco 8,31 ad esempio, ma non discute la natura della risurrezione. Paolo descrive la risurrezione del corpo nella sua prima lettera ai Corinti, 15, e di come sia fondamentale difendere la natura fisica di esso. Gesù nel vangelo di Tommaso utilizza questo argomento per descrivere la vita eterna. Filosoficamente la validità delle argomentazioni di Gesù sulla risurrezione dei morti dipendono dal grado con il quale si consideri accurata la storia del roveto ardente, e se Dio quindi abbia veramente voluto esprimere la presenza della vita dopo la morte.
Per l'ortodossia questo brano indica la deificazione mentre per alcuni i versetti sulla questione posta dai sadducei sono un'interpolazione.

## Il gran comandamento
Uno scriba nei pressi di Gesù ode la discussione e si appressa a lui e chiede a Gesù quale sia il comandamento più grande di Dio. Gesù replica dicendo: "Il primo è: Ascolta, Israele. Il Signore Dio nostro è l'unico Signore; amerai dunque il Signore Dio tuo con tutto il tuo cuore, con tutta la tua mente e con tutta la tua forza. E il secondo è questo: Amerai il prossimo tuo come te stesso. Non c'è altro comandamento più importante di questi" (Marco 12,29-31)
Gesù qui cita il Deuteronomio 6,4-5 e il Levitico 19,18. Mettendo insieme questi due comandamenti con l'amore, mettendo chi ama allo stesso livello di Dio, è una delle innovazioni teologiche di Gesù. (Brown et al. 622) La Jewish Encyclopedia riporta come questo mostri che Gesù conoscesse ed approvasse la Didaché nella sua forma ebraica. Marco scrisse probabilmente il suo vangelo quattro decenni dopo la morte di Gesù per mostrare ai cristiani che ancora avevano un impianto di preghiere tipico dell'ebraismo. (Brown 144) I primi cristiani infatti vedevano gli insegnamenti di Gesù come una summa degli insegnamenti della teologia ebraica e continuavano ad usarne i componenti rituali (Brown et al. 622). Paolo utilizza la medesima citazione dal Levitico nella sua lettera ai Galati 5,14 ed in quella ai Romani 13,9.
L'uomo chiede se questo comandamento sia meglio che offrire sacrifici, domanda alla quale Gesù risponde che l'uomo "non è lontano dal regno di Dio" (Marco 12,34). "Non lontano" da Dio può essere visto sia a livello spaziale (con la vicinanza a Gesù stesso), sia a livello d'intenti comuni con Dio. (Kilgallen 237)

## L'insegnamento alla folla

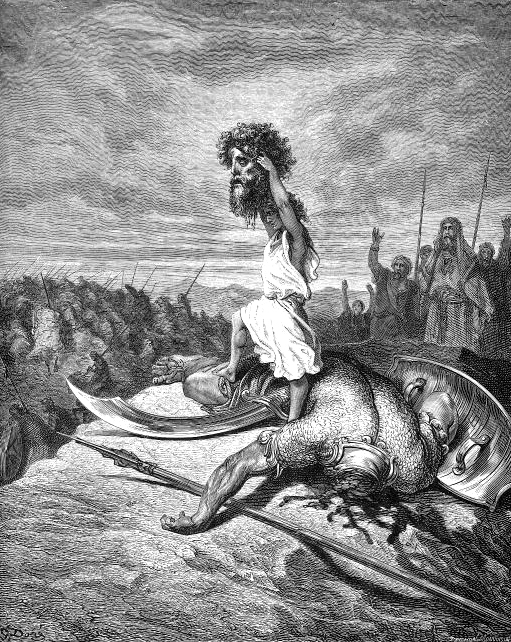
Davide uccide Golia

Gesù continua il suo insegnamento nel tempio. Questo episodio si svolge probabilmente presso il muro orientale del complesso.
Dopo aver evitato le trappole dei suoi oppositori, Gesù pone una domanda. Egli chiede alla folla "Come mai dicono gli scribi che il Messia è figlio di Davide? Davide stesso infatti ha detto, mosso dallo Spirito Santo:
Disse il Signore al mio Signore:
Siedi alla mia destra,
finché io ponga i tuoi nemici
come sgabello ai tuoi piedi.
Davide stesso lo chiama Signore: come dunque può essere suo figlio?" (Marco 12,35-37) Questa è una citazione da Salmi 110,1, che la tradizione vuole sia stato scritto da re Davide in persona. Questo salmo era utilizzato durante le coronazioni degli antichi re di Israele e di Giudea.
Questo passo è stato molto dibattuto. Analizzando il testo, si tratta di una promessa fatta a Davide da Dio. Il primo signore menzionato è Dio e il secondo signore è dagli ebrei e dai cristiani interpretato come il Messia. Dal momento che David richiama il fatto che il Messia sarà superiore anche a lui stesso. Figlio è un termine di sottomissione al padre che è superiore in autorità, pertanto non è possibile dire che il Messia sarà inferiore a Davide. (Kilgallen 238)
Gesù in questo punto sta forse dicendo che il Messia non è erede biologico di Davide o che è il più grande di tutti i figli di David? Oppure ancora che il regno del Messia sarà più grande di qualsiasi regno che i discendenti e successori di Davide potranno mai conquistare sulla terra? Il Messia proviene dalla casa di Davide, come sia Matteo che Luca mostrano nella loro genealogia di Gesù. Marco invece in apertura non mostra alcuna genealogia di Gesù. Secondo i più questo passo viene usato da Marco per spiegare come mai Gesù, nato in una famiglia tanto povera, possa essere il Messia. Dal momento che gli studiosi moderni rifiutano le genealogie presenti in Luca e Matteo come storicamente provate, alcuni hanno pensato che Gesù non reclamasse di discendere da Davide in realtà, anche se Marco sottolinea il fatto che egli fosse di discendenza reale. I demoni che Gesù scaccia nei suoi esorcismi (3,11; 5,7) lo chiamano figlio di Dio. Pietro lo chiama "il Cristo" n MArco 8,29. Bartimeo, il cieco nato guarito da Gesù, lo chiama figlio di David in Marco 10,47, sebbene Gesù non si autodefinisca in tal maniera, probabilmente sempre nell'idea di marco di mantenere il segreto messianico. Gesù solitamente parla di sé stesso come del figlio dell'uomo. Egli dice esplicitamente che il Messia sia il "Figlio del Benedetto" in Marco 14,61-62 ma a Ponzio Pilato che gli chiede se egli sia il re dei Giudei in Marco 15,2: "Egli rispose: 'Tu lo dici'." Marco vuole mostrare chiaramente come Gesù sia il Messia profetizzato da Davide, e quindi perché questo discorso non ha un'esplicitazione della discendenza davidica di Gesù? Egli dice semplicemente che il Messia è superiore a Davide, ma proviene dalla sua casata o no? Se il Messia sia Dio, come i primi cristiani hanno interpretato sulla base dei Salmi, la sua gloria sarà quindi più grande di qualsiasi altra casata sulla terra.
Sia Matteo che Luca utilizzando la medesima storia, come pure gli Atti degli Apostoli 2,34-35. Paolo ne fa riferimento nella sua lettera ai Colossesi 3,1 ed in quella ai Romani 8,34 oltre che in quella agli Ebrei 1,13.
Gesù condanna gli insegnanti della legge ebraica per la loro ricchezza, per i loro vestiti alla moda e per l'importanza che si danno. "Divorano le case delle vedove e ostentano di fare lunghe preghiere; essi riceveranno una condanna più grave". Marco 12,39 fa riferimento all'"avere i primi seggi nelle sinagoghe", in quanto la sede di Gesù è nel tempio. Alcuni scrittori hanno impropriamente utilizzato questo passaggio per giustificare l'antisemitismo nei secoli, ma Gesù ovviamente qui critica le loro azioni non la religione ebraica.

## L'offerta della vedova
Gesù si porta quindi dove le persone rivolgono le loro offerte a Dio, gettando i denari nel tesoro del tempio, e loda la donazione di una vedova, la quale vi getta "...due spiccioli, cioè un quattrino" (Marco 12,42), anziché grandi donazioni come i più ricchi. Gesù commenta: "In verità vi dico: questa vedova ha gettato nel tesoro più di tutti gli altri. Poiché tutti hanno dato del loro superfluo, essa invece, nella sua povertà, vi ha messo tutto quello che aveva, tutto quanto aveva per vivere." (Marco 12,43-44]). Ella ha dato due lepta, piccole monete di rame, le più piccole della monetazione locale. Gesù mette a contrasto la sua offerta coi grandi sacrifici perché, nelle sue parole, ella ha donato tutto ciò che aveva per Dio, mentre i ricchi si sono privati solo di una parte di ciò che possedevano. Il sacrificio totale della vedova è un chiaro riferimento al sacrificio totale di Gesù e della sua vita per il progetto di Dio di salvezza dell'umanità (Brown et al. 623).